# Kalinine K-7
Le Kalinine K-7 (en russe : Калинин К-7) est un bombardier expérimental de l'entre-deux-guerres construit par l'Union soviétique, conçu par le bureau d'étude dirigé par Konstantin Kalinin (en). 
L'unique exemplaire s'est écrasé lors de son septième vol d'essai le 21 novembre 1933.
Cet avion dispose également d'une forme et d'un design très atypique: il est bipoutre, avec 7 moteurs, des ailes très larges et épaisses et un train d’atterrissage massif.

## Différentes versions du K-7
Le K-7 dans sa forme primaire était doté de 7 moteurs V12 Mikulin AM-34F d'une puissance unitaire de 750 chevaux. 3 moteurs étaient montés dans chacune des ailes de l'avion tandis que le dernier était installé sur le bord de fuite de l'aile entre les deux poutres, en configuration d'hélice propulsive.
La forme secondaire envisagée plus tard n'était pas équipée du fameux septième moteur propulsif à l’arrière, les vibrations importantes générées par celui-ci générant trop de contraintes sur la structure de l'avion.
Il fut également envisagé de se servir de l'avion comme d'un avion de transport de passagers, l'épaisseur importante des ailes (plus de 2,2 m) permettait d'installer des sièges sur une bonne partie de l'avion, ce qui aurait théoriquement permis le transport de 120 personnes, une capacité impressionnante pour l'époque. Ce projet ne dépassa toutefois pas le stade de la planche à dessin.

## Armement du K-7
Le K-7 était conçu pour emporter 19 tonnes de bombes ainsi que 7 tourelles d'armement défensif situées dans le nez, le train d’atterrissage ainsi que l'extrémité des poutres. Le calibre des tourelles n'est pas précisément connu, mais il est probable qu'il s'agisse de mitrailleuses de 7,62 mm ShKAS.

## Crash
Le K-7 a été construit en un seul exemplaire qui s'est écrasé lors de son septième vol d'essai, tuant 15 des 20 membres d'équipage. Il a été conclu que le moteur arrière avait causé des vibrations ayant causé la rupture de la poutre gauche, paralysant les gouvernes de direction de l'appareil.
Après l'accident, une version modernisée et renforcée était en cours de développement, mais le design obsolète et les coûts trop important associés au fait que l'URSS ne souhaitait plus de bombardier lourds mit un terme au projet